# 葵叶茑萝
葵叶茑萝（学名：Ipomoea sloteri）为旋花科番薯属的植物。分布于台灣本島以及中国大陆的山东、浙江、广西、江西、云南、江苏等地，目前尚未由人工引种栽培。

## 别名
槭叶茑（中国高等植物图鉴） 杂种茑萝